# Augusto Lotti
Augusto Diego Lotti (Salto, Provincia de Buenos Aires, Argentina; 10 de junio de 1996) es un futbolista argentino. Juega como delantero y su primer equipo fue FC Wohlen de Suiza. Actualmente se encuentra en Platense de la Liga Profesional.

## Trayectoria
A los 8 años comenzó a jugar en el club 12 de Octubre en Olivos y luego se sumó a las divisiones juveniles de Boca Juniors, hasta que en 2012 fue dejado en libertad de acción. Tras una exitosa prueba en Racing, fue incorporado a las inferiores de la Academia.
En 2015 fue cedido a FC Wohlen de Suiza, donde hizo su debut como profesional y se mantuvo durante dos temporadas. A mediados de 2017 regresó a Racing y, al no ser tenido en cuenta por el técnico Diego Cocca, se integró al plantel de Reserva donde tuvo un gran semestre siendo el goleador del equipo, lo que llevó a los dirigentes a renovarle el contrato con una cláusula millonaria. Además, el flamante entrenador Eduardo Coudet decidió llevarlo a la pretemporada con el plantel profesional.
En junio de 2018 se incorporó a Unión de Santa Fe a préstamo por un año.

## Clubes
- Actualizado al 16 de agosto de 2025

| Club                       | Div.                | Temporada           | Liga | Liga | Copa Nacional | Copa Nacional | Copa Internacional | Copa Internacional | Total | Total |
| Club                       | Div.                | Temporada           | PJ   | G    | PJ            | G             | PJ                 | G                  | PJ    | G     |
| -------------------------- | ------------------- | ------------------- | ---- | ---- | ------------- | ------------- | ------------------ | ------------------ | ----- | ----- |
| FC Wohlen · Suiza          | 2.ª                 | 2015/16             | 15   | 1    | 0             | 0             | -                  | -                  | 15    | 1     |
| FC Wohlen · Suiza          | 2.ª                 | 2016/17             | 8    | 1    | 1             | 0             | -                  | -                  | 9     | 1     |
| FC Wohlen · Suiza          | Total               | Total               | 23   | 2    | 1             | 0             | -                  | -                  | 24    | 2     |
| Racing Argentina           | 1.ª                 | 2017/18             | 0    | 0    | 1             | 0             | 0                  | 0                  | 1     | 0     |
| Racing Argentina           | Total               | Total               | 0    | 0    | 1             | 0             | 0                  | 0                  | 1     | 0     |
| Unión Argentina            | 1.ª                 | 2018/19             | 10   | 1    | 5             | 0             | 1                  | 1                  | 16    | 2     |
| Unión Argentina            | Total               | Total               | 10   | 1    | 5             | 0             | 1                  | 1                  | 16    | 2     |
| Atlético Tucumán Argentina | 1.ª                 | 2019/20             | 16   | 1    | 1             | 0             | 3                  | 0                  | 20    | 1     |
| Atlético Tucumán Argentina | 1.ª                 | 2020                | -    | -    | 11            | 2             | 2                  | 0                  | 13    | 2     |
| Atlético Tucumán Argentina | 1.ª                 | 2021                | 22   | 3    | 15            | 8             | -                  | -                  | 37    | 11    |
| Atlético Tucumán Argentina | 1.ª                 | 2022                | 25   | 5    | 15            | 2             | -                  | -                  | 40    | 7     |
| Atlético Tucumán Argentina | Total               | Total               | 63   | 9    | 42            | 12            | 5                  | 0                  | 110   | 21    |
| Cruz Azul · México         | 1.ª                 | 2023-C              | 16   | 3    | -             | -             | -                  | -                  | 16    | 3     |
| Cruz Azul · México         | 1.ª                 | 2023-A              | 3    | 0    | -             | -             | 3                  | 0                  | 6     | 0     |
| Cruz Azul · México         | Total               | Total               | 19   | 3    | -             | -             | 3                  | 0                  | 22    | 3     |
| Lanús Argentina            | 1.ª                 | 2023                | -    | -    | 11            | 1             | -                  | -                  | 11    | 1     |
| Lanús Argentina            | 1.ª                 | 2024                | 5    | 0    | 14            | 1             | 6                  | 1                  | 25    | 2     |
| Lanús Argentina            | Total               | Total               | 5    | 0    | 25            | 2             | 6                  | 1                  | 36    | 3     |
| Platense Argentina         | 1.ª                 | 2024                | 16   | 0    | -             | -             | -                  | -                  | 16    | 0     |
| Platense Argentina         | 1.ª                 | 2025                | 24   | 1    | 1             | 1             | -                  | -                  | 25    | 2     |
| Platense Argentina         | Total               | Total               | 40   | 1    | 1             | 1             | -                  | -                  | 41    | 2     |
| Total en su carrera        | Total en su carrera | Total en su carrera | 160  | 16   | 75            | 15            | 15                 | 2                  | 250   | 33    |

## Palmarés
| Título          | Club     | País      | Año  |
| --------------- | -------- | --------- | ---- |
| Torneo Apertura | Platense | Argentina | 2025 |